# Élections générales québécoises de 2026
Les élections générales québécoises de 2026 seront les 44e élection générales québécoises qui permettront d'élire les 125 députés de l'Assemblée nationale. Elles sont prévues pour se tenir le 5 octobre 2026.

## Contexte
L'Assemblée nationale est composée de 125 sièges pourvus au scrutin uninominal majoritaire à un tour dans autant de circonscriptions électorales.
À la suite des élections de 2022 marquées par la victoire de la Coalition avenir Québec dirigée par François Legault qui remporte la majorité des sièges lui permettant de former un gouvernement majoritaire pendant quatre ans, Dominique Anglade, alors cheffe du Parti libéral du Québec, démissionne de son poste après ses défaites. Marc Tanguay devient le chef intérimaire du parti le 10 novembre 2022. Le Parti libéral élit Pablo Rodriguez le 14 juin 2025 à l'issue de la course à la direction.
Une élection partielle se tient le 17 mars 2025 à Terrebonne. Cette élection est remportée par Catherine Gentilcore du Parti québécois.
Pendant le second mandat de la CAQ, se tiennent trois élections partielles, toutes remporté par le Parti québécois dans des circonscriptions qui appartenaient aux troupes de François Legault. La première, dans la circonscription de Jean-Talon, à Québec, se tient en 2023 : le député péquiste, Pascal Paradis (44,06%) devance de près du double de vote sa concurrente caquiste (21,33), Marie-Anik Shoiry. En mars 2025, la candidate du Parti québécois, Catherine Gentilcore, dérobe avec 52,74% des votes la circonscription de l'ex-super-ministre Pierre Fitzgibbon, le nouveau candidat caquiste, Alex Gagné, obtenant 28,78% des votes. Finalement, en août 2025, le PQ enchaîne une troisième victoire de suite dans le comté d'Arthabaska laissé vacant par l'ancien député, Eric Lefebvre, qui a fait le saut au fédéral dans les couleurs du Parti conservateur lors des élections canadiennes de 2025 : malgré que l'ex-journaliste Alex Boissonneault fait face au chef conservateur Éric Duhaime, il obtient 46,29% des votes, tandis que le chef conservateur et Keven Brasseur, candidat de la CAQ, obtiennent respectivement 35,13% et 7,20% des suffrages.

## Système électoral
L'Assemblée nationale est composée de 125 sièges pourvus au scrutin uninominal majoritaire à un tour dans autant de circonscriptions électorales.

## Forces en présence

### Tableau récapitulatif
| Parti politique | Parti politique                    | Idéologie                                                                            | Candidat au poste de premier/ière ministre | Résultat (%) en 2022 | Députés      |
| Parti politique | Parti politique                    | Idéologie                                                                            | Candidat au poste de premier/ière ministre | Résultat (%) en 2022 | Élus en 2022 |
| --------------- | ---------------------------------- | ------------------------------------------------------------------------------------ | ------------------------------------------ | -------------------- | ------------ |
|                 | Coalition avenir Québec (CAQ)      | Centre droit Autonomisme, nationalisme québécois, libéralisme économique             | François Legault                           | 41%                  | 90           |
|                 | Parti libéral du Québec (PLQ)      | Centre Fédéralisme, libéralisme économique, social-libéralisme, progressisme         | Pablo Rodriguez                            | 14,4%                | 21           |
|                 | Québec solidaire (QS)              | Gauche Souverainisme, socialisme démocratique, altermondialisme, féminisme           | Ruba Ghazal                                | 15,4%                | 11           |
|                 | Parti québécois (PQ)               | Centre gauche Souverainisme, nationalisme québécois, social-démocratie, régionalisme | Paul St-Pierre Plamondon                   | 14,6%                | 3            |
|                 | Parti conservateur du Québec (PCQ) | Droite Fédéralisme, conservatisme fiscal, libertarianisme, populisme de droite       | Éric Duhaime                               | 12,9%                | 0            |
|                 | Parti vert du Québec (PVQ)         | Gauche radicale Fédéralisme, écologisme, écosocialisme, droits des animaux           | Alex Tyrrell                               | 0,8%                 | 0            |
|                 | Indépendants                       | Indépendants                                                                         | Indépendants                               | 0,9%                 | 0            |
| Total           | Total                              | Total                                                                                | Total                                      | 100%                 | 125          |

### Coalition avenir Québec

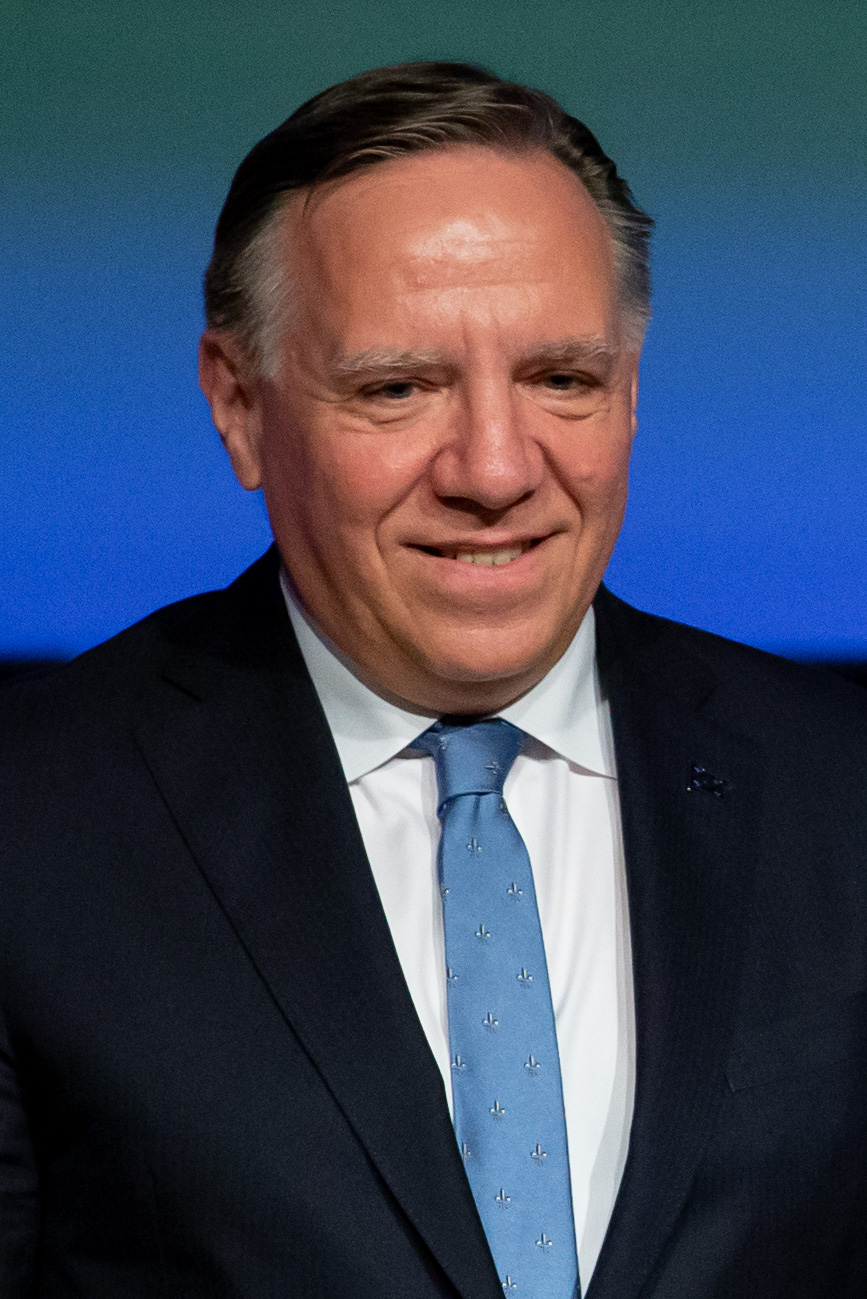
François Legault, chef de la Coalition avenir Québec et premier ministre du Québec depuis 2018.

La Coalition avenir Québec, fondée en 2011 et dirigée par l'ancien ministre péquiste François Legault gouverne le Québec depuis les élections de 2018. Élu avec comme promesse phare de réduire les seuils d'immigration au Québec et d'adopter une loi cadre sur la laïcité de l'État, le parti du premier ministre François Legault mise sur une politique nationaliste. La CAQ est réélue aux élections de 2022, pour un deuxième mandat fortement majoritaire.

### Parti libéral du Québec

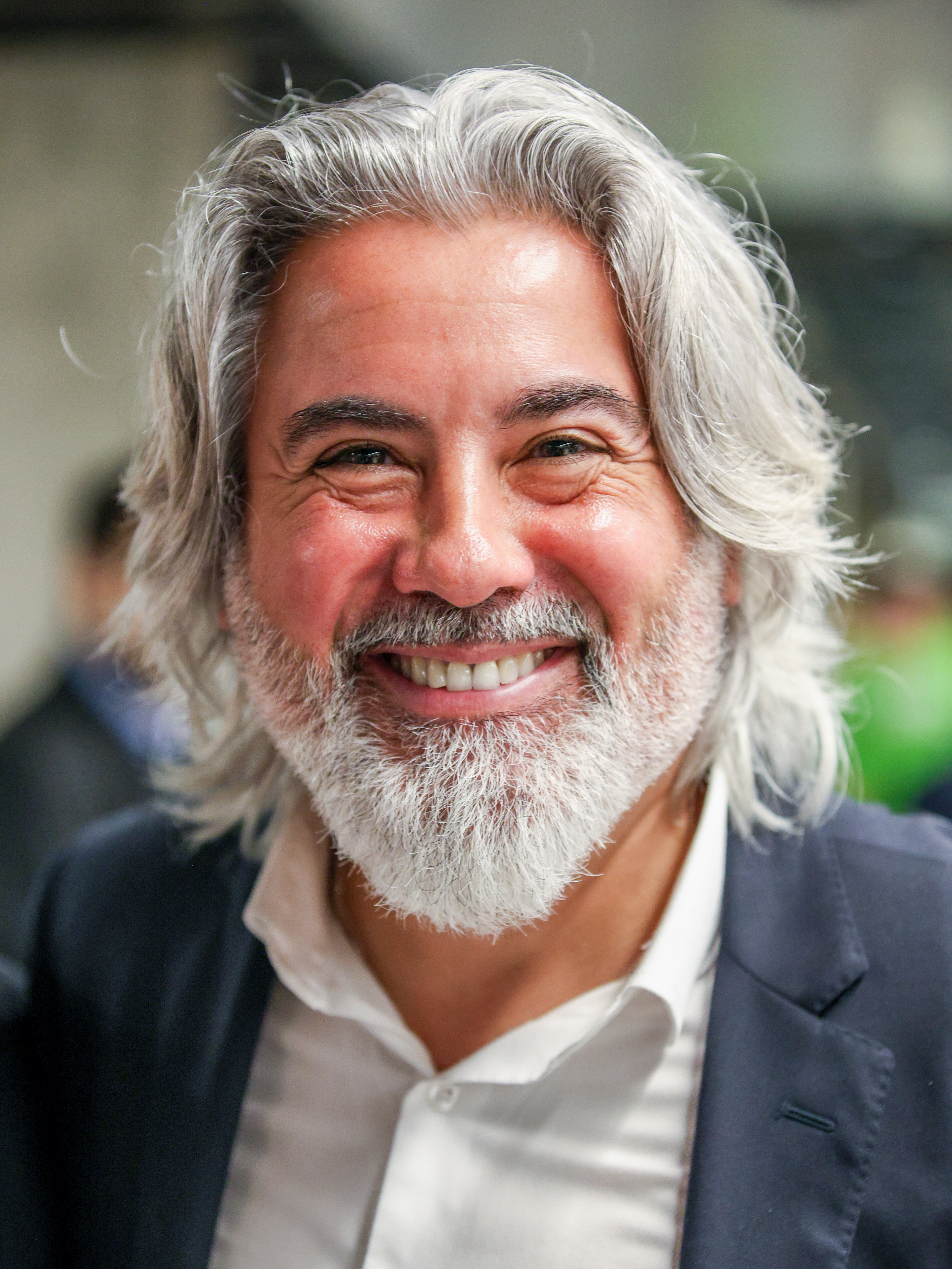
Pablo Rodriguez, chef du Parti libéral du Québec.

Au pouvoir de 2003 à 2012 puis de 2014 à 2018, le Parti libéral du Québec obtient aux élections de 2018 son pire résultat en nombre de sièges (31) depuis 1976 et le pire résultat de son histoire en termes de pourcentage du vote obtenu. À la suite de ces résultats, Philippe Couillard, chef depuis 2013 et premier ministre de 2014 à 2018 annonce qu'il quitte la direction du PLQ ainsi que son siège de Roberval. C'est Dominique Anglade qui lui succèdera en tant que cheffe du PLQ. Sous la direction de cette dernière, le Parti fait pire qu'aux élections de 2018 : Anglade démissionne après les élections.

### Québec solidaire

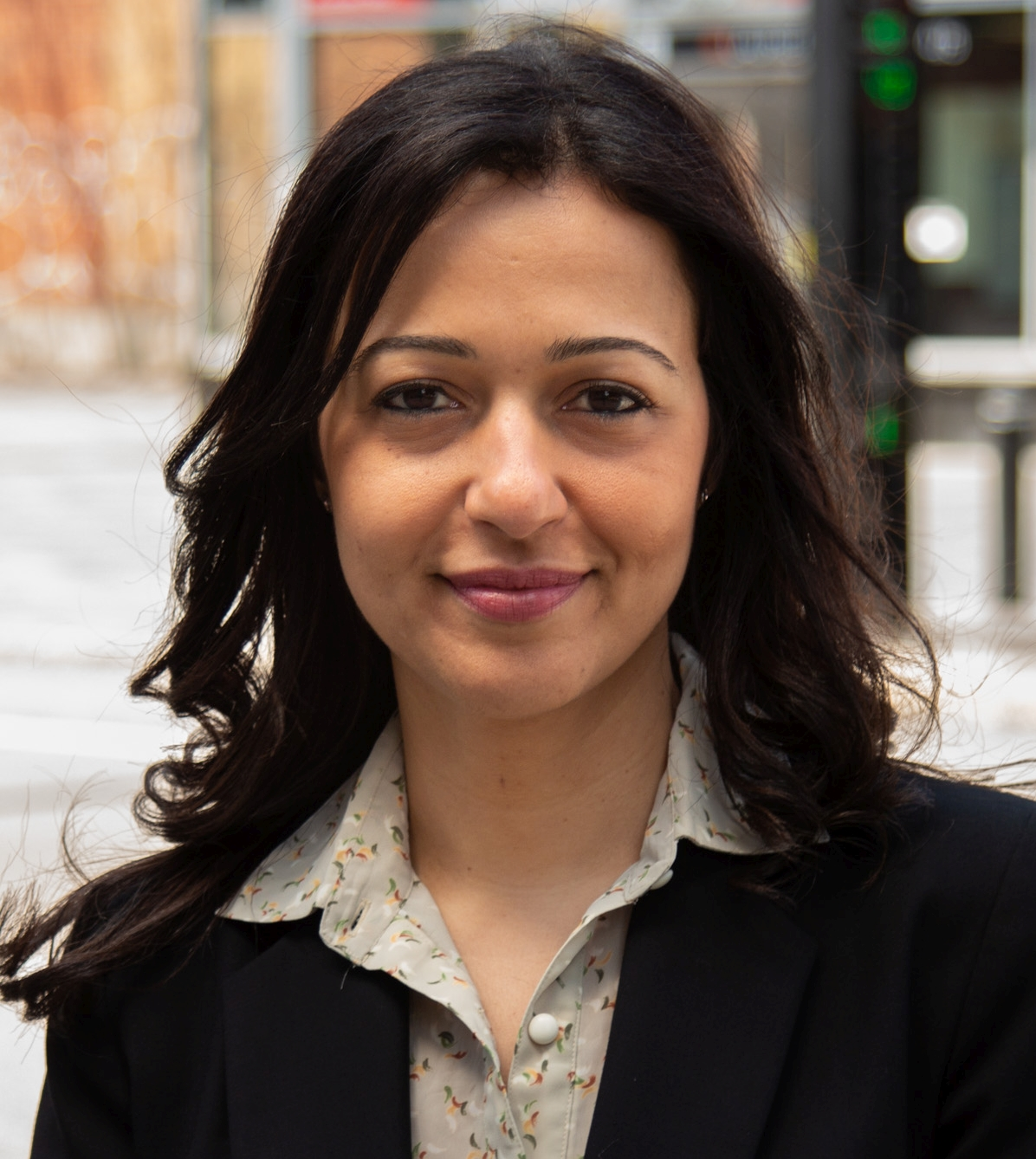
Ruba Ghazal, porte-parole de Québec solidaire.

La formation politique de gauche obtient son meilleur résultat en faisant élire 11 députés et en obtenant 15,4% des votes aux élections de 2018. Bien qu'en accord avec le principe de la laïcité des institutions publiques, Québec solidaire s'oppose à l'interdiction du port de signes religieux par les fonctionnaires en position d'autorité, prévue par la Loi sur la laïcité de l'État adoptée en juin 2019. Québec solidaire s'oppose farouchement au projet de GNL Québec, un gazoduc dont le terminal devrait être situé sur la rivière Saguenay. Gabriel Nadeau-Dubois annonce qu'il ne se représentera pas aux élections de 2026 en mars 2025.

### Parti québécois

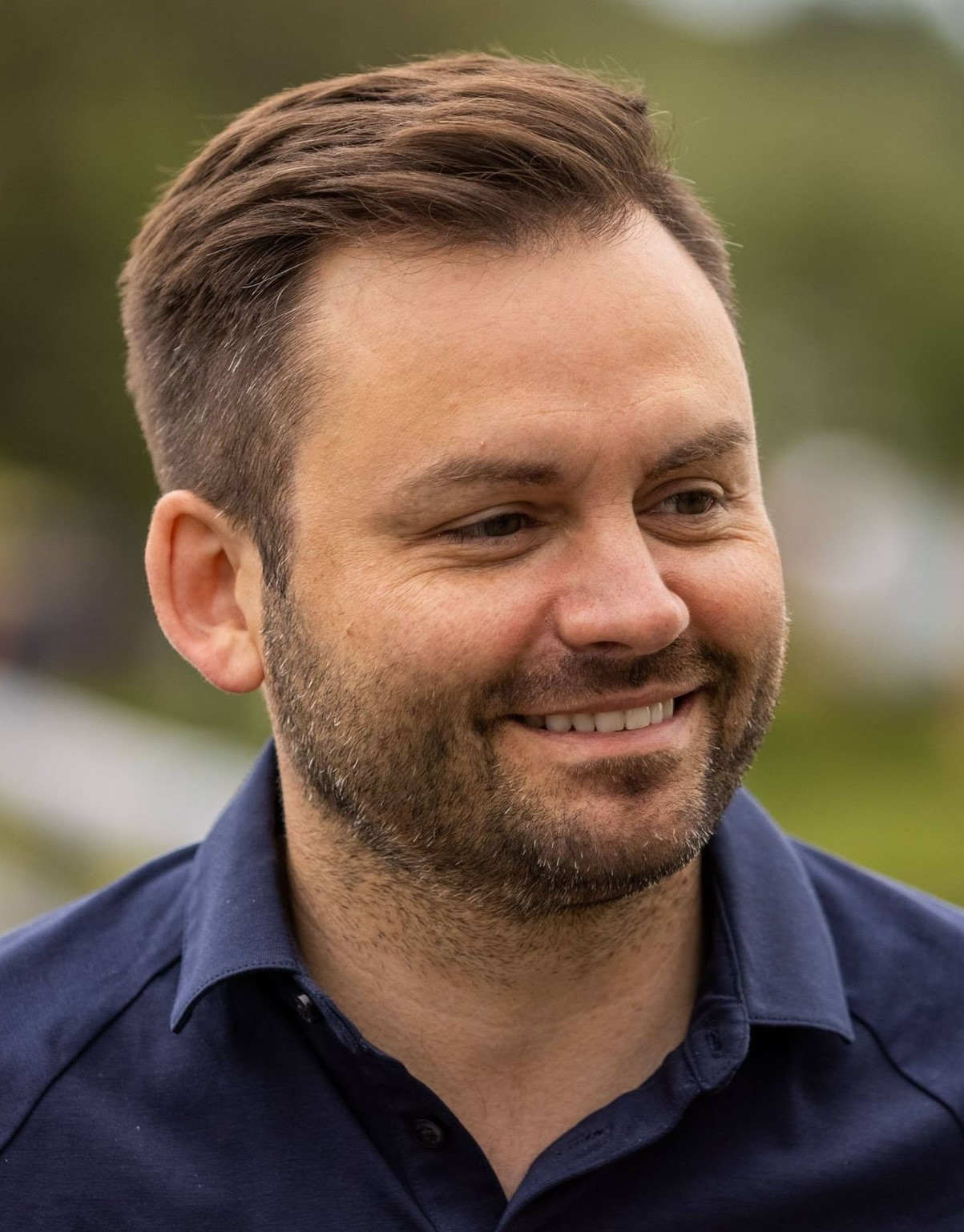
Paul Saint-Pierre Plamondon, chef du Parti québécois.

Ayant gagné les élections générales de 2012, le Parti québécois n'obtient que 10 députés et 17,06 % du vote populaire lors des élections générales de 2018, son pire résultat en nombre de sièges depuis les élections générales de 1973 et son pire résultat en termes de pourcentage de son histoire. Le parti, qui a connu sept chefs entre 2014 et 2020, perd son statut de deuxième opposition lors du départ du caucus de la députée de Marie-Victorin Catherine Fournier. Jean-François Lisée, qui a dirigé le parti de 2016 à 2018, quitte ses fonctions après la défaite de son parti. Une course à la direction est organisée. L'historien Frédéric Bastien, le député Sylvain Gaudreault, l'humoriste Guy Nantel et le juriste Paul St-Pierre Plamondon sont sur les rangs. Ce dernier est élu au troisième tour avec 56 % des votes. Malgré tout, lors des élections de 2022, le parti fait pire qu'en 2018, ne réussissant à élire que trois députés.

### Parti conservateur du Québec

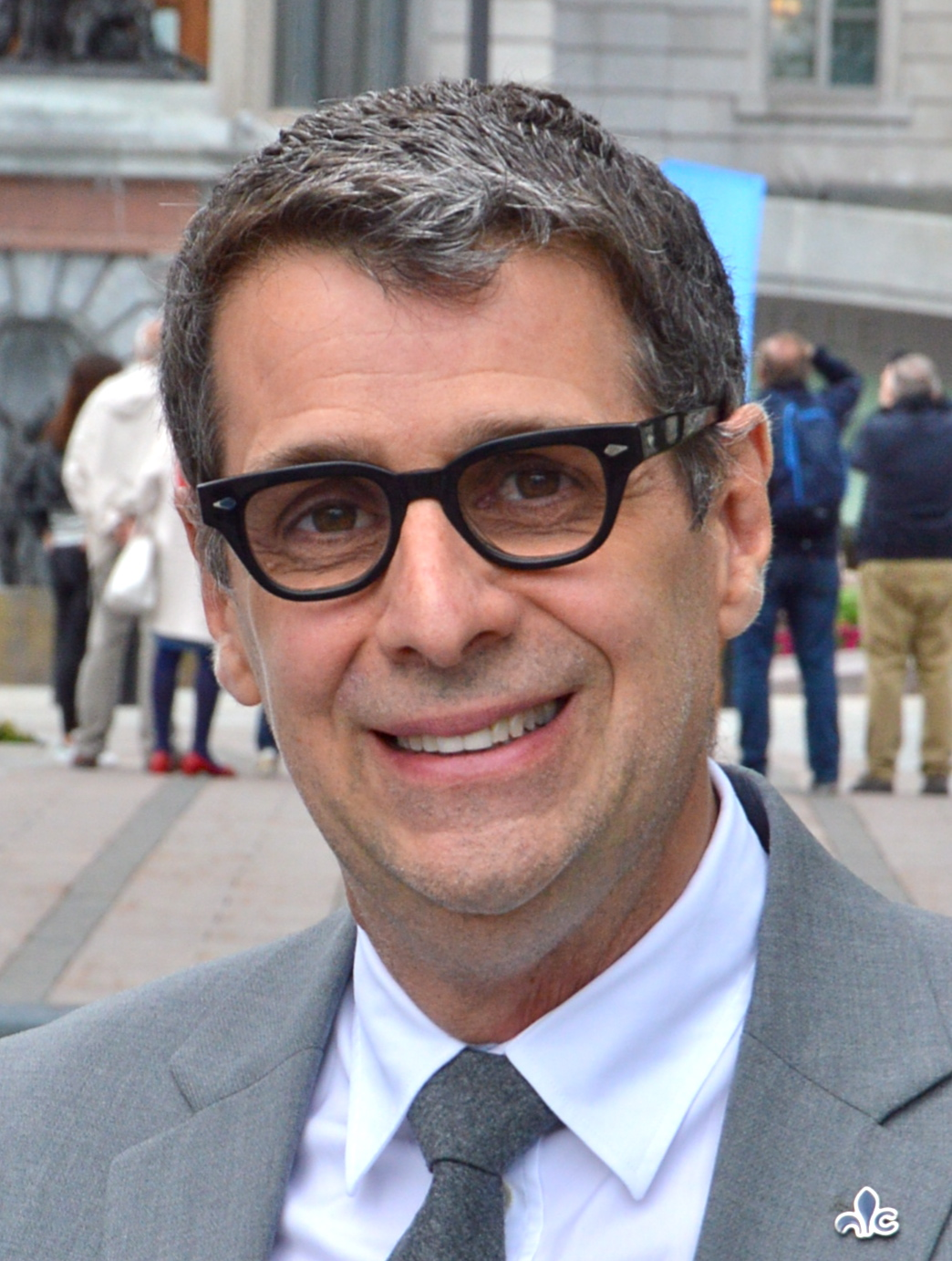
Éric Duhaime, chef du Parti conservateur du Québec.

Lors de l'élection de 2018, soit presque une décennie après sa création, le Parti conservateur du Québec demeure un tiers parti et ne réussit à faire mieux qu'une cinquième place avec 8,6 % des votes dans la circonscription de Chauveau. Or, en 2020, coïncidant avec les débuts de la pandémie de Covid-19, l'ancien chef Adrien D. Pouliot quitte ses fonctions ce qui entame une course à la direction se concluant par la victoire d'Éric Duhaime le 17 avril 2021. Le parti connaît alors une forte montée dans les sondages, dans un contexte d'opposition aux mesures sanitaires. Le Parti conservateur milite également pour des mesures rappelant celles de l'ancienne ADQ comme l'incorporation de plus de privé dans le système de santé. L'exploitation des hydrocarbures, un troisième lien à l'est de la ville de Québec et une révision du mode de financement des garderies font également partie des priorités du PCQ. Malgré un pourcentage des voix de 12,9% lors des élections de 2022, le parti n'obtient aucun siège.

### Parti vert du Québec

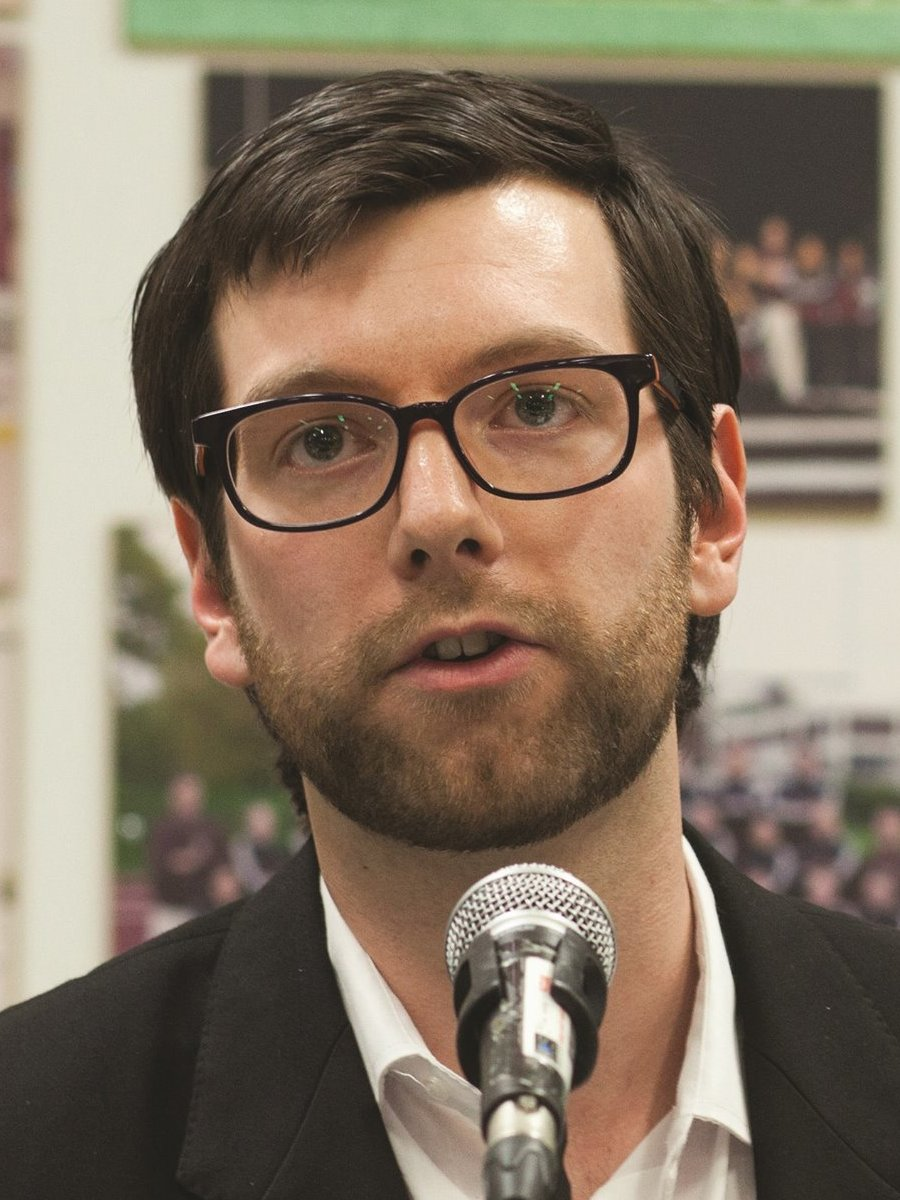
Alex Tyrell, chef du Parti vert du Québec.

Après avoir recueilli une certaine reconnaissance lors des élections de 2007 et de 2008 en obtenant l'appui de jusqu'à 3,85 % des Québécois s'étant exprimés dans les urnes, le Parti vert peine à se démarquer de nouveau, coïncidant avec la montée du parti de gauche Québec solidaire. Des sept partis ayant obtenus le plus de votes lors des dernières élections générales, le PVQ est le parti classé le plus à gauche : il propose une option éco-socialiste ouvertement anticapitaliste qui promet de mener une lutte sans compromis aux politiques néo-libérales. Son chef, Alex Tyrrell, en sera à sa quatrième campagne à la tête du parti, lui qui a déjà été impliqué dans une controverse entourant l'invasion de l'Ukraine par la Russie lorsqu'il affirma que « les demandes énoncées par la Russie à l’égard de l’Ukraine devraient être acceptées par le gouvernement ukrainien et les pays occidentaux ». Il a aussi été critiqué pour son appui du bilinguisme au Québec et son soutien à la formulation bilingue « Bonjour-Hi », présente à Montréal.

## Sondages

### Pendant la 43elégislature du Québec
|                                                                           |                                                  |
| Évolution des intentions de vote pendant la 43e législature du Québec ( ) |                                                  |
| - Coalition avenir Québec - Parti libéral du Québec - Québec solidaire    | - Parti québécois - Parti conservateur du Québec |

##### En 2025
|                                                                   |    |    |    |    |    |   |            |      |        |      |
| 24 juin 2025                                                      | 16 | 29 | 8  | 31 | 14 | 2 | Mainstreet | 910  | ± 3,2  | PDF  |
| 22 juin 2025                                                      | 17 | 28 | 9  | 30 | 14 | 2 | Léger      | 1056 | ± 3,0  | PDF  |
| 16 juin 2025                                                      | 15 | 26 | 12 | 31 | 14 | 2 | Pallas     | 1085 | ± 3,0  | HTML |
| 14 juin 2025: Pablo Rodriguez est élu chef du PLQ                 |    |    |    |    |    |   |            |      |        |      |
| 11 mai 2025                                                       | 20 | 21 | 10 | 33 | 13 | 2 | Léger      | 1051 | ± 3,02 | PDF  |
| 17 mars 2025: le PQ remporte l'élection partielle dans Terrebonne |    |    |    |    |    |   |            |      |        |      |
| 10 mars 2025                                                      | 24 | 19 | 12 | 30 | 12 | 2 | Léger      | 1017 | ± 3,1  | PDF  |
| 1er mars 2025                                                     | 20 | 22 | 10 | 32 | 15 | 2 | Pallas     | 1120 | ± 2,9  | PDF  |
| 2 février 2025                                                    | 21 | 21 | 10 | 30 | 14 | 4 | Léger      | 1017 | ± 3,1  | PDF  |
| 22 janvier 2025                                                   | 25 | 15 | 12 | 34 | 11 | 3 | Léger      | 1003 | ± 3,09 | PDF  |

##### En 2024
| |      |      |      |      |      |     |        |      |        |      |
| 2 décembre 2024                                                                                         | 24   | 16   | 13   | 31   | 13   | 3   | Léger  | 1002 | ± 3,1  | PDF  |
| 26 novembre 2024                                                                                        | 20,4 | 18,3 | 11,9 | 35,0 | 12,8 | 1,6 | Pallas | 1093 | ± 3,0  | PDF  |
| 11 novembre 2024                                                                                        | 21   | 17   | 13   | 35   | 11   | 2   | Léger  | 1010 | ± 3,08 | PDF  |
| 6 octobre 2024                                                                                          | 24   | 17   | 14   | 32   | 12   | 1   | Léger  | 1036 | ± 3,04 | PDF  |
| 26 septembre 2024                                                                                       | 21,6 | 17,6 | 11,7 | 33,9 | 14,0 | 1,2 | Pallas | 1111 | ± 2,9  | PDF  |
| 3 septembre 2024                                                                                        | 23   | 17   | 13   | 31   | 14   | NC  | Pallas | 1191 | ± 3,0  | HTML |
| 25 août 2024                                                                                            | 24   | 16   | 15   | 29   | 13   | 3   | Léger  | 1041 | ± 3,04 | PDF  |
| 22 juin 2024                                                                                            | 21,7 | 16,7 | 13,2 | 35,0 | 12,2 | 1,2 | Pallas | 1445 | ± 2,6  | PDF  |
| 8 juin 2024                                                                                             | 21,5 | 17,1 | 15,9 | 33,1 | 10,6 | 1,8 | Pallas | 1339 | ± 2,7  | PDF  |
| 3 juin 2024                                                                                             | 25   | 15   | 14   | 32   | 10   | 3   | Léger  | 1015 | ± 3,08 | PDF  |
| 13 mai 2024                                                                                             | 22   | 17   | 12   | 32   | 12   | 4   | Léger  | 1031 | ± 3,05 | PDF  |
| 29 avril 2024: Émilise Lessard-Therrien démissionne de son poste de co-porte-parole de Québec Solidaire |      |      |      |      |      |     |        |      |        |      |
| 21 avril 2024                                                                                           | 24   | 15   | 14   | 34   | 10   | 3   | Léger  | 1026 | ± 3,06 | PDF  |
| 21 avril 2024                                                                                           | 19,5 | 22,8 | 12,9 | 32,9 | 10,7 | 1,2 | Pallas | 1256 | ± 2,8  | PDF  |
| 18 mars 2024                                                                                            | 22   | 14   | 18   | 34   | 10   | 2   | Léger  | 1033 | ± 3,05 | PDF  |
| 24 février 2024                                                                                         | 23,1 | 14,5 | 16,5 | 31,4 | 12,8 | 1,7 | Pallas | 1122 | ± 2,9  | PDF  |
| 5 février 2024                                                                                          | 25   | 15   | 16   | 32   | 11   | 1   | Léger  | 1032 | ± 3,05 | PDF  |
| 24 janvier 2024                                                                                         | 21,1 | 15,4 | 17,0 | 31,7 | 11,5 | 3,2 | Pallas | 1175 | ± 2,9  | PDF  |

##### En 2023
|                                                                             |      |      |      |      |      |     |            |      |        |      |
| 4 décembre 2023                                                             | 25   | 14   | 17   | 31   | 11   | 2   | Léger      | 1040 | ± 3,04 | PDF  |
| 18 novembre 2023                                                            | 24,1 | 15,5 | 16,1 | 30,4 | 11,3 | 2,7 | Pallas     | 1178 | ± 2,86 | PDF  |
| 30 octobre 2023                                                             | 30   | 15   | 15   | 26   | 12   | 3   | Léger      | 1026 | ± 3,06 | PDF  |
| 2 octobre 2023: Le PQ remporte l'élection partielle dans Jean-Talon         |      |      |      |      |      |     |            |      |        |      |
| 27 septembre 2023                                                           | 34,5 | 14,7 | 15,4 | 19,0 | 14,6 | 1,9 | Pallas     | 1095 | ± 2,96 | PDF  |
| 25 septembre 2023                                                           | 34   | 14   | 17   | 22   | 12   | 1   | Léger      | 1028 | ± 3,04 | PDF  |
| 21 août 2023                                                                | 37   | 12   | 15   | 22   | 11   | 3   | Léger      | 1036 | ± 3,04 | PDF  |
| 12 juin 2023                                                                | 37   | 13   | 16   | 23   | 9    | 2   | Léger      | 1042 | ± 3,03 | HTML |
| 3 juin 2023                                                                 | 33   | 13   | 17   | 22   | 12   | 3   | Angus Reid | 506  | ± 4,0  | HTML |
| 1er mai 2023                                                                | 36   | 14   | 16   | 22   | 10   | 2   | Léger      | 1201 | ± 2,83 | PDF  |
| 13 mars 2023: QS remporte l'élection partielle dans Saint-Henri-Sainte-Anne |      |      |      |      |      |     |            |      |        |      |
| 26 février 2023                                                             | 40   | 14   | 17   | 18   | 9    | 2   | Léger      | 1044 | ± 3,0  | PDF  |

##### En 2022 (après les élections)
| Dernier jour du sondage | CAQ  | PLQ  | QS   | PQ   | PCQ  | Autres | Sondeur | Échantillon | ME    | Source |
| ----------------------- | ---- | ---- | ---- | ---- | ---- | ------ | ------- | ----------- | ----- | ------ |
| Dernier jour du sondage |      |      |      |      |      |        | Sondeur | Échantillon | ME    | Source |
| 10 décembre 2022        | 41   | 14   | 14   | 18   | 10   | 3      | Léger   | 1002        | ± 3,1 | PDF    |
| 6 novembre 2022         | 36   | 14   | 19   | 18   | 11   | 3      | Léger   | 1028        | ± 3,1 | PDF    |
| Élection de 2022        | 41,0 | 14,4 | 15,4 | 14,6 | 12,9 | 1,7    |         |             |       | HTML   |